# May Norman-Neruda

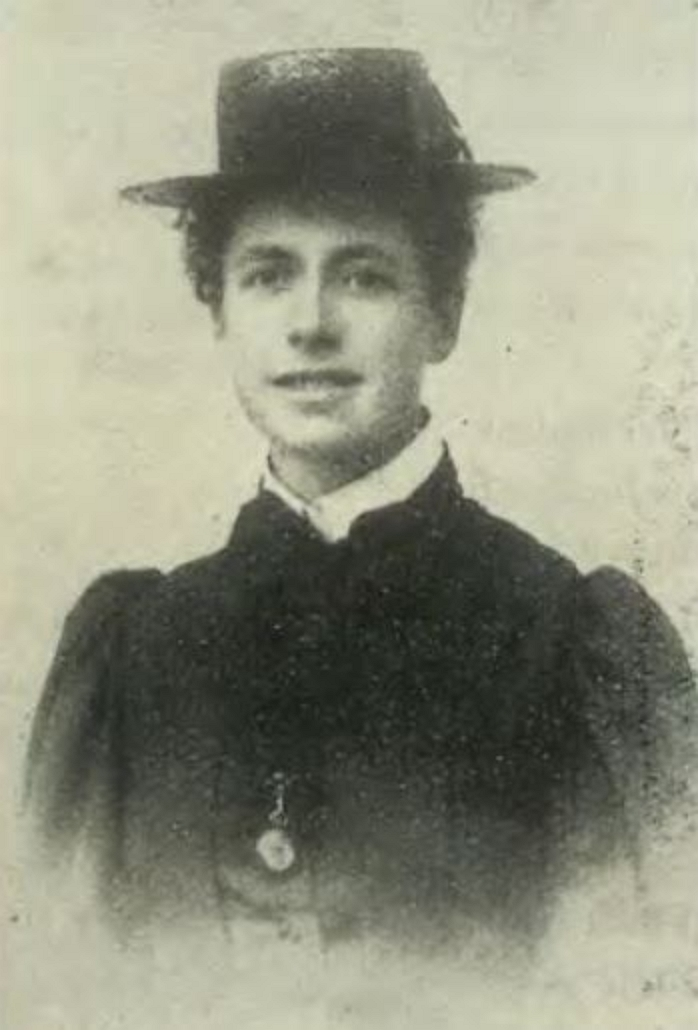
May Norman-Neruda, London 1899

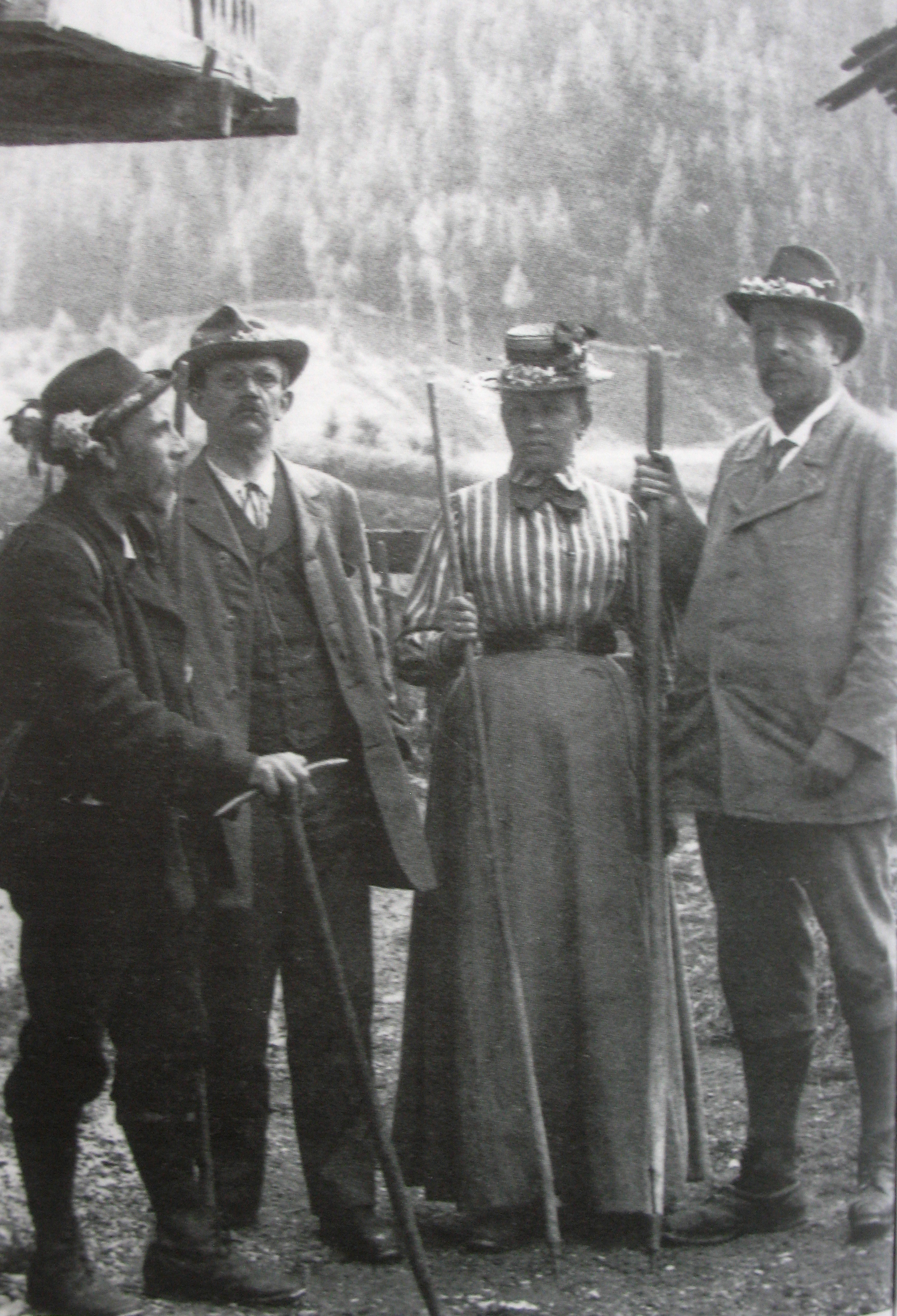
May Norman-Neruda mit Ehemann Ludwig zwischen einem Bergführer aus dem Fassatal und Theodor Christomannos

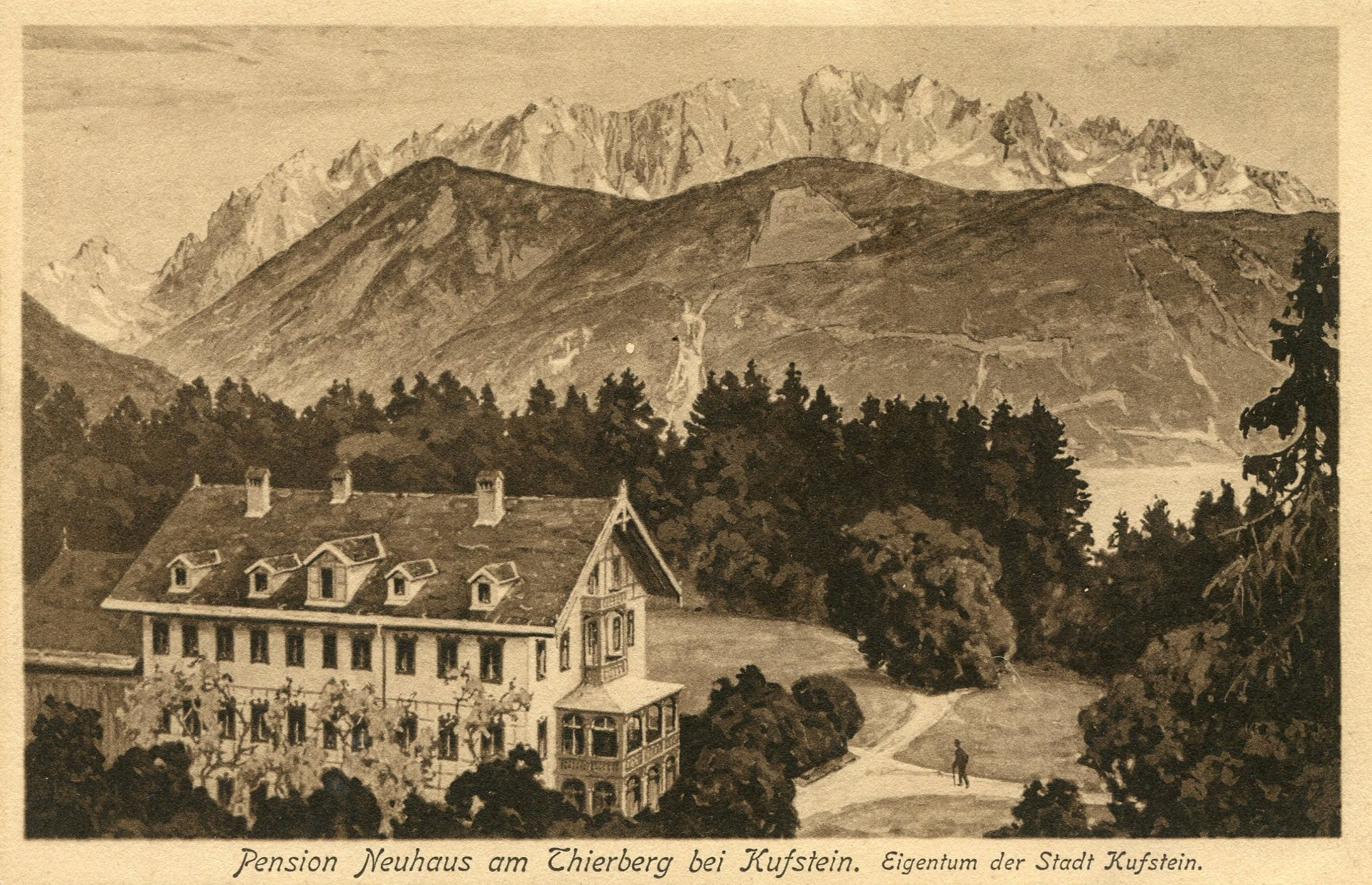
Pension Neuhaus am Thierberg ca. 1913

May Norman-Neruda (geboren als May Peyton * 1867; † 9. März 1945) war eine britische Alpinistin. May begleitete ihren viel berühmteren Mann Ludwig auf fast allen seinen Klettertouren.

## Leben
Im Sommer 1891 kam May Peyton mit ihrem Vater nach Zermatt und lernte hier ihren Mann kennen. Schon im darauffolgenden Jahr heiratete sie Ludwig Norman-Neruda. 1893 kam die nach Ludwigs berühmter Mutter Wilma benannte Tochter zur Welt. Während der folgenden Jahre hielt sich das Ehepaar jeden Sommer mehrere Monate in der Schweiz, im Ortlergebiet und dann vor allem in den Dolomiten auf. Zwischen 1893 und 1899 unternahmen May und Ludwig Norman-Neruda zahlreiche Bergbesteigungen, darunter auch viele anspruchsvolle und neue Touren in den Schweizer Bergen und auf die meisten Gipfel der Pala-, der Langkofel- und der Rosengartengruppe. 1893 gelang ihnen mit dem Bergführer Antonio Tavernaro die Erstbegehung jenes Gipfels, den Tavernaro nach der wenige Monate zuvor geborenen Tochter des jungen Paares „Cima Wilma“ nannte.
1894 ließ sich die Familie in Asolo in der italienischen Region Veneto nieder, wohin Ludwigs Mutter nach dem Tod ihres zweiten Mannes, Sir Charles Hallé, gezogen war. Das hinderte die Kletterbegeisterten allerdings nicht, eine gewisse Zeit bis 1895 in Gröden und im Rosengartengebiet zu verbringen – zumal Ludwig damit beschäftigt war, eine Monografie über den Rosengarten zu schreiben. Auch dort begleitete May ihren Mann auf nahezu allen Touren, und fast im Vorbeigehen schafften sie mit den Valbuonspitzen zwei kleinere Erstbesteigungen. Überliefert ist auch, dass May Kontakte zu anderen Bergsteigerinnen pflegte und gelegentlich mit ihnen kletterte. Beispielsweise begegnete ihr Jeanne Immink mehrmals auf ihren Touren, Hermine Tauscher-Geduly war ihr ebenfalls bekannt, und mit Rose Friedmann unternahm sie verschiedene Begehungen, darunter auch jene der Fünffingerspitze in der Langkofelgruppe.
Die sorglosen Kletterjahre nahmen jedoch ein frühes jähes Ende: Am 10. September 1898 musste May nämlich miterleben, wie ihr Mann im Alter von nur 34 Jahren beim Aufstieg über den Schmittkamin an der Fünffingerspitze tödlich verunglückte. Tags darauf am 11. September 1898 wurde Ludwig Norman-Neruda in St. Ulrich in Gröden beerdigt. 1901 publizierte May die Aufsatzsammlung ihres Mannes mit dem Titel „Bergfahrten von Norman-Neruda“, zuvor veröffentlichte sie ein Buch mit dem Titel „Die letzte Bergfahrt“, in der sie den Todessturz ihres Mannes beschreibt.
May Norman-Neruda gab auch nach dem Tod ihres Mannes das Klettern nicht auf. Am 13. August 1904 gelang ihr zusammen mit einer Freundin, der englischen Bergsteigerin Una Bell, und den Bergführern Cesare Menardi und Arcangelo Siorpaes die Erstbesteigung der Tre Sorelle in der Sorapisgruppe.
Sie lebte mit ihrer Tochter bis 1915 in Cortina d’Ampezzo, wegen der Evakuierung des Ortes und dem Verbot des Aufenthaltes ausländischer Personen, musste sie fortziehen. Nach dem Ersten Weltkrieg führte May die Pension Neuhaus in Thierberg bei Kufstein. Ihre Tochter Wilma Hasenknopf war eine Malerin in der Tradition der Compton-Schule. Sie verstarb 1926 im Alter von nur 33 Jahren. May Norman-Neruda verstarb am 9. März 1945 im Alter von 78 Jahren.

## Erstbegehungen
- Am 6. Juli 1893 Erstbesteigung der Cima Wilma in der Palagruppe.
- Am 13. August 1904 Erstbesteigung der Tre Sorelle in der Sorapisgruppe.